# Чжан Сянсян
Чжан Сянсян  (кит.: 张湘祥, 16 липня 1983) — китайський важкоатлет, олімпійський чемпіон.

## Виступи на Олімпіадах
| Олімпіада   | Дисципліна | Місце |
| ----------- | ---------- | ----- |
| Сідней 2000 | до 62 кг   | 3     |
| Пекін 2008  | до 62 кг   | 1     |